# Alpay Özalan
Alpay Fehmi Özalan (Esmirna, 29 de maig 1973) és un futbolista turc.
Començà la seva carrera a un dels clubs de la seva ciutat natal, l'Altay SK. Les seves bones actuacions el portaren a la selecció sots 21 i van fer que s'hi fixessin els grans clubs del país. El 1993 ingressà al Besiktas JK. Sis anys després signà pel rivals ciutadans del Fenerbahçe SK.
En finalitzar l'Eurocopa 2000, Alpay signà pel club anglès Aston Villa FC. Realitzà una gran actuació a la Copa del Món del 2002 on obtingué la tercera posició. Els anys 2004 i 2005 els passà a Corea i Japó, als clubs Incheon United i Urawa Red Diamonds, i l'agost del 2005 fitxà pel 1. FC Köln alemany.
Amb la selecció ha disputat dues eurocopes (1996 i 2000), el Mundial 2002 i la Copa Confederacions del 2003 on acabà en tercera posició.

## Palmarès
- Copa del Món de futbol 2002: 3a posició
- Copa Confederacions 2003: 3a posició